# Kunsthalle Hamburg
Kunsthalle Hamburg (Hamburger Kunsthalle) és un museu d' art situat a Hamburg, al nord d'Alemanya.

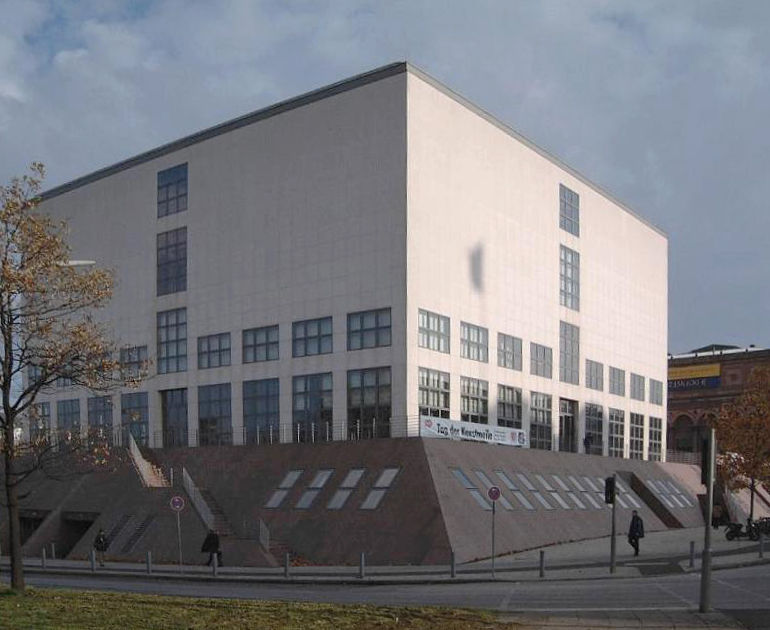
Galeria der Gegenwart

## Història
Està format per tres edificis interconnectats. El primer va ser construït del 1863 al 1869 pels arquitectes Georg Theodor Schirrmacher i Hermann von der Hude; els altres van ser construïts el 1919 per Fritz Schumacher i el 2001 la Galerie der Gegenwart d'Oswald Mathias Ungers.
El museu és conegut per les obres mestres de Caspar David Friedrich. Aquest museu està situat a prop de l'estació principal de tren (Hauptbahnhof). Tanca els dilluns, com la majoria de museus alemanys. Els dijous, tanca a les 9 del vespre. Una cafeteria us permet menjar allà, mentre contempla una col·lecció de monedes antigues exposades en aquest lloc.

## Selecció d'algunes obres
Ordre cronològic.
- Mestre Bertram (Meister Bertram, o fins i tot Bertram von Minden), Políptic, 1379.
- Hans Holbein el Vell, Presentació de Crist al temple, 1501
- Cranach el Vell, Caritat, 1537
- Pieter de Hooch, Dona jove en un interior, rebent una carta, 1660
- Giambattista Pittoni, S. Pietro, 1687
- Jean-Baptiste Regnault, Llibertat o mort, 1795.
- François Gérard, Ossian evoca els fantasmes al so de l'arpa a la vora de la Lora, 1801.
- Philipp Otto Runge, Le Matin, 1808.
- Caspar David Friedrich
  - El caminant sobre el mar de boira, 1817
  - El Mer de Glace, 1824
- Jean-Léon Gérôme, Frine davant l'Areòpag, 1861.
- Édouard Manet, Nana, 1877.
- Hans Makart, L'Entrée de l'Empereur Charles V à Anvers, 1878, pintura gegantina (5 m per 9) on entre la multitud que anima el sobirà, camina amb tota simplicitat diferents belleses, nues.
- Max Liebermann, Crist entre els metges, 1879. Aquesta obra, comprada el 1911, va ser venuda pel museu el 1941.[3] Va ser comprat per la Kunsthalle el 1988.
- Auguste Renoir, Madame Hériot, 1882
- Henri Rousseau, Eva i la serp, 1907
- Paul Klee, Viadukts Revolution, 1937

## Galeria der Gegenwart
- Richard Serra, Georg Baselitz, Jenny Holzer, Francis Bacon, Jeff Koons, Andy Warhol, Shirin Neshat…

## Galeria

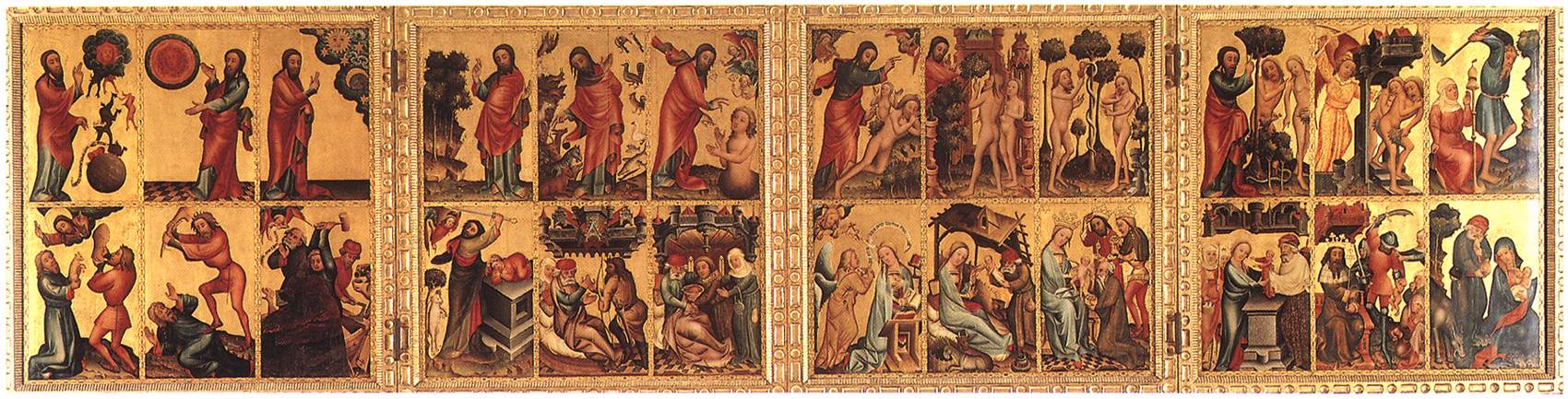
Mestre Bertram, retaule Grabow (panell exterior esquerre) (vers 1379-1983)
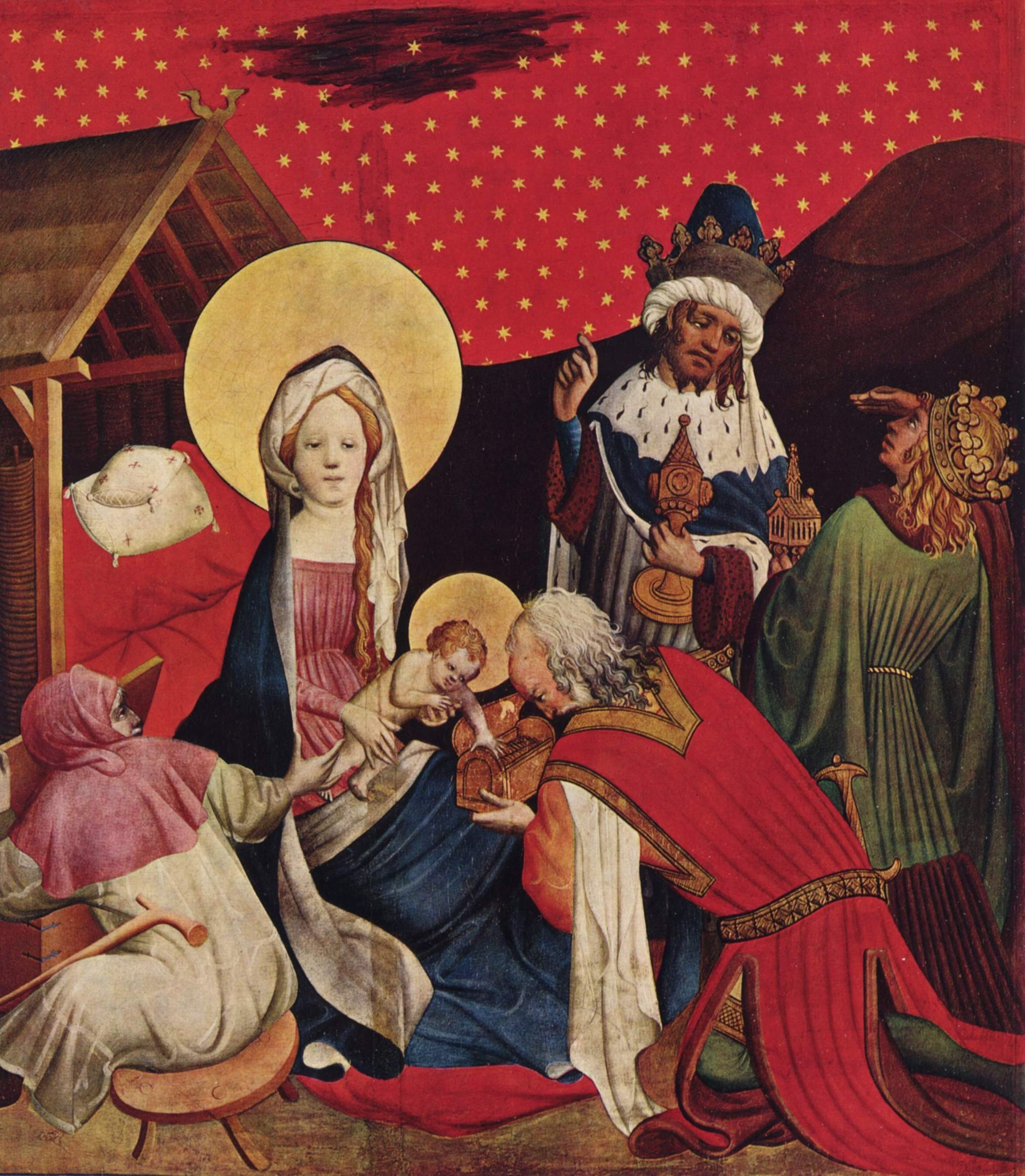
Mestre Francke, Adoració dels Reis Mags (vers 1424)
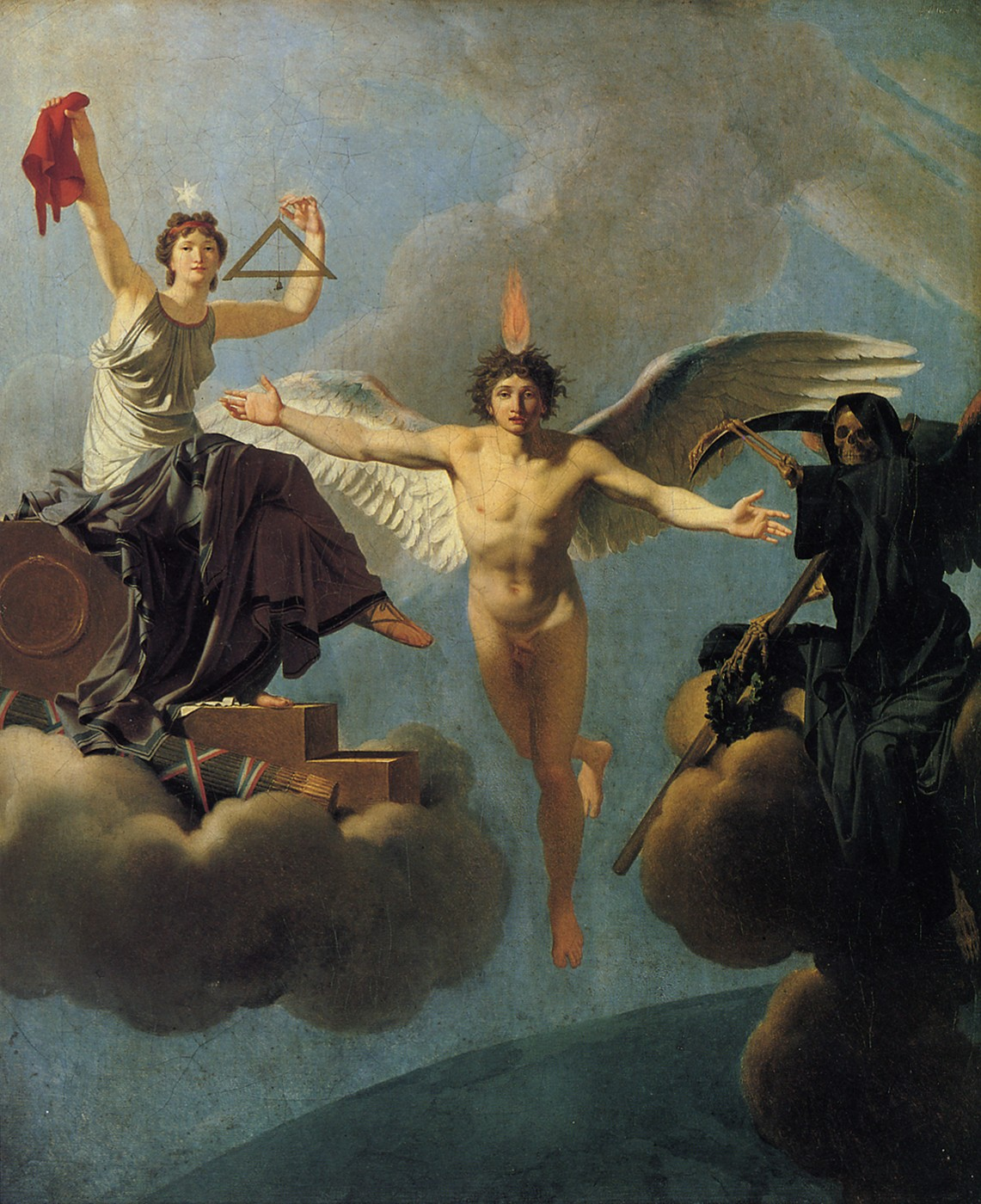
Jean-Baptiste Regnault, La llibertat o la mort (1795)
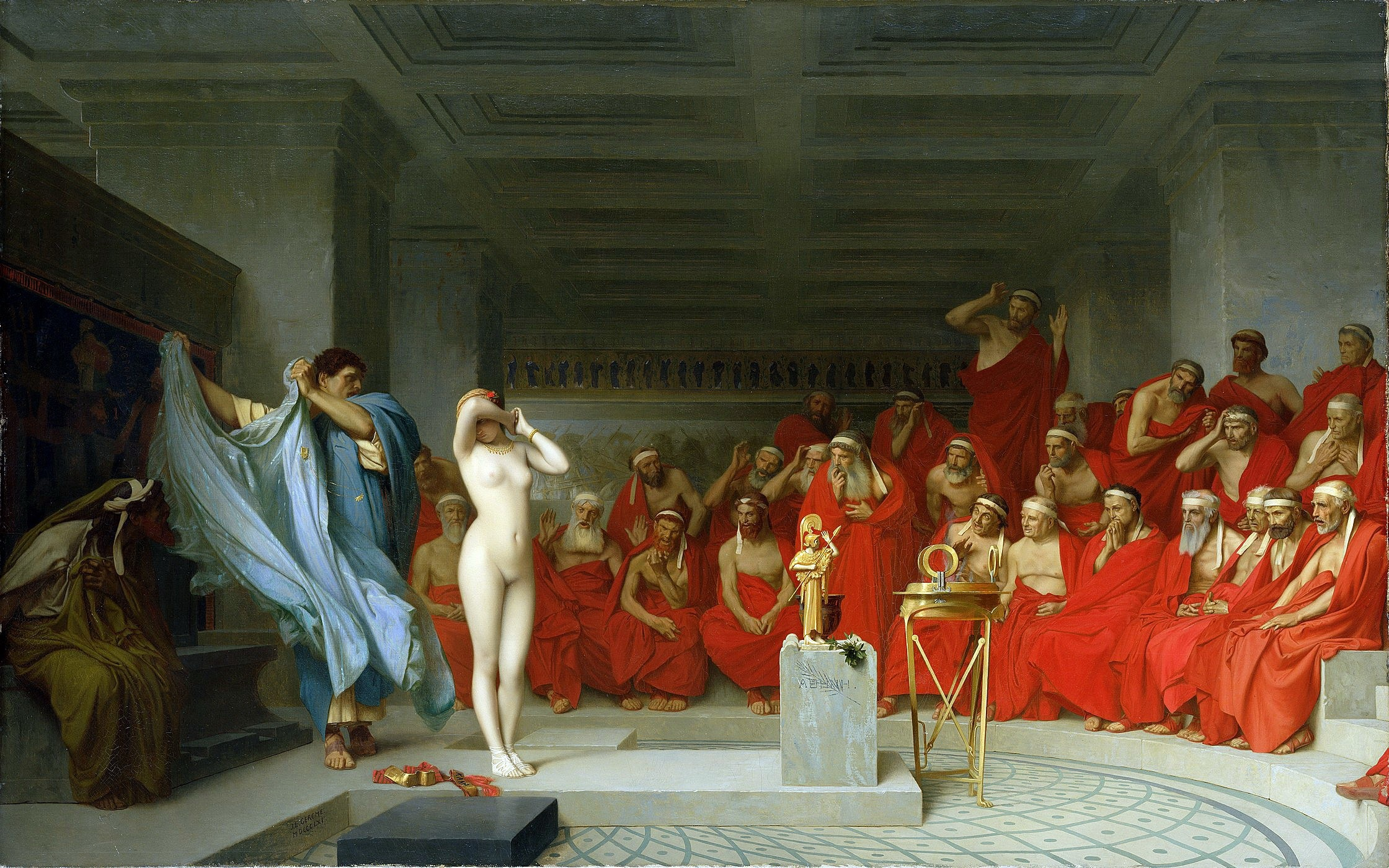
Jean-Léon Gérôme, Frine davant l'Areòpag (1861)
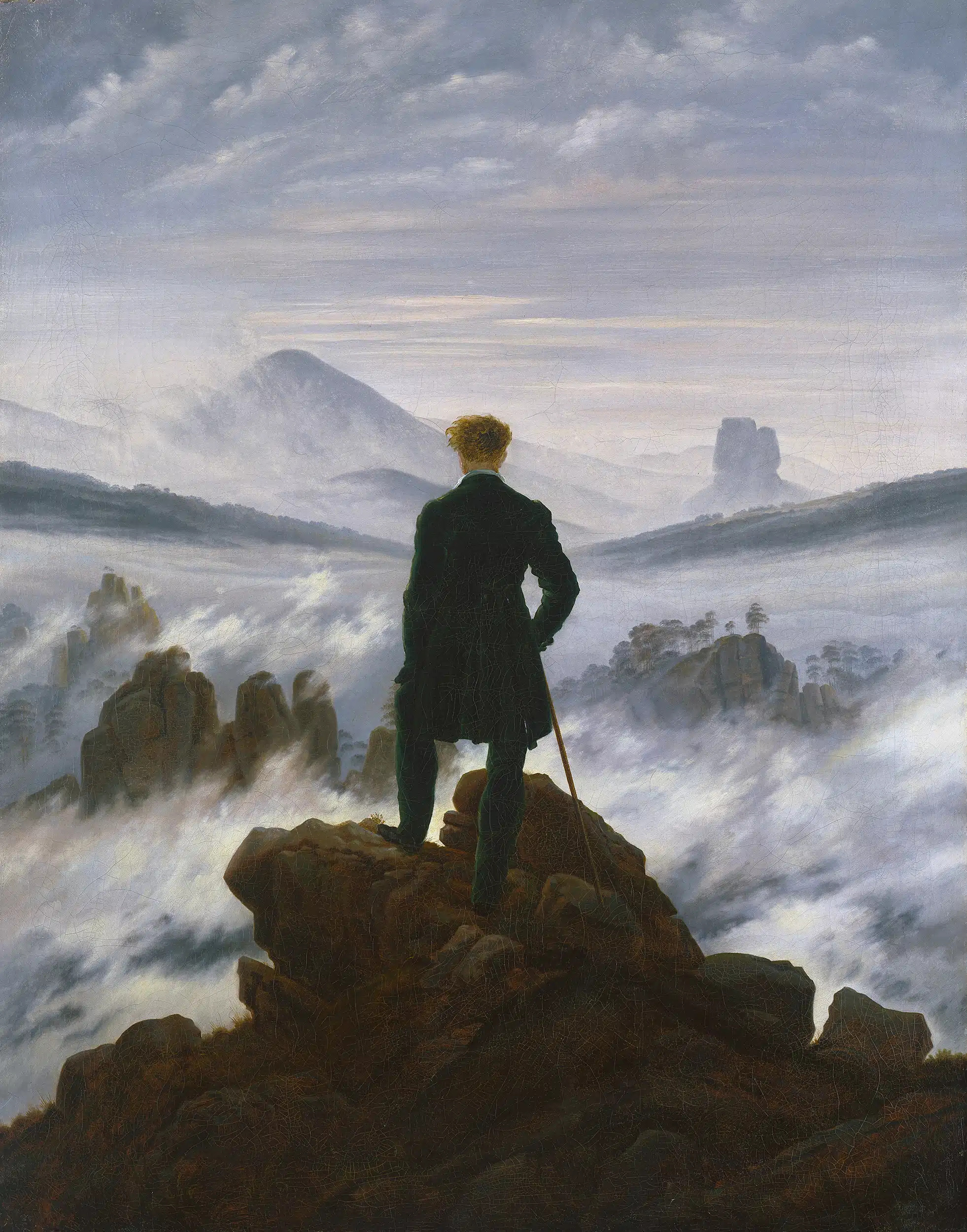
Caspar David Friedrich, El caminant sobre el mar de boira (1818)
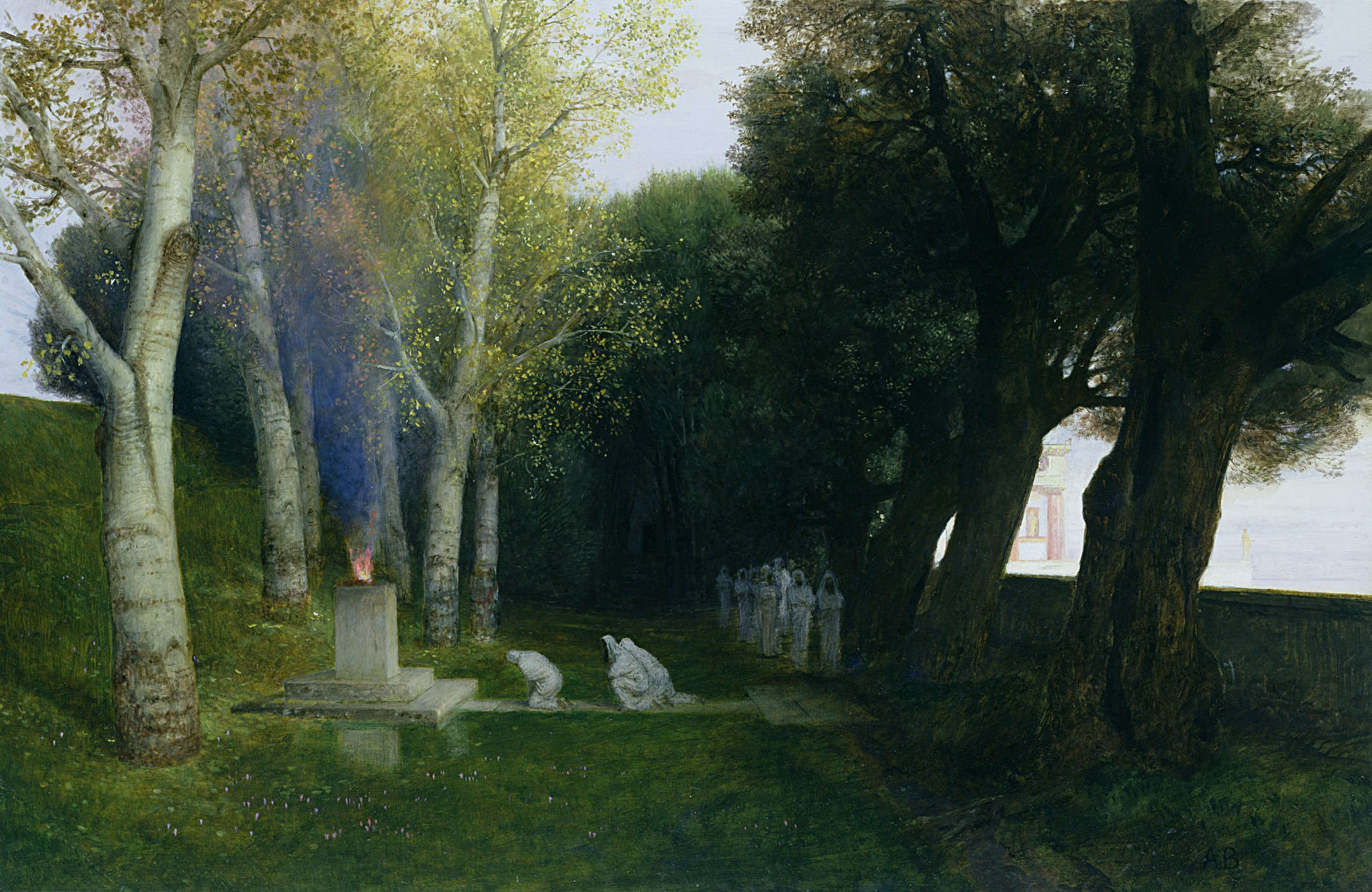
Arnold Böcklin
Lawrence Alma-Tadema, The Vintage Festival, (1870)
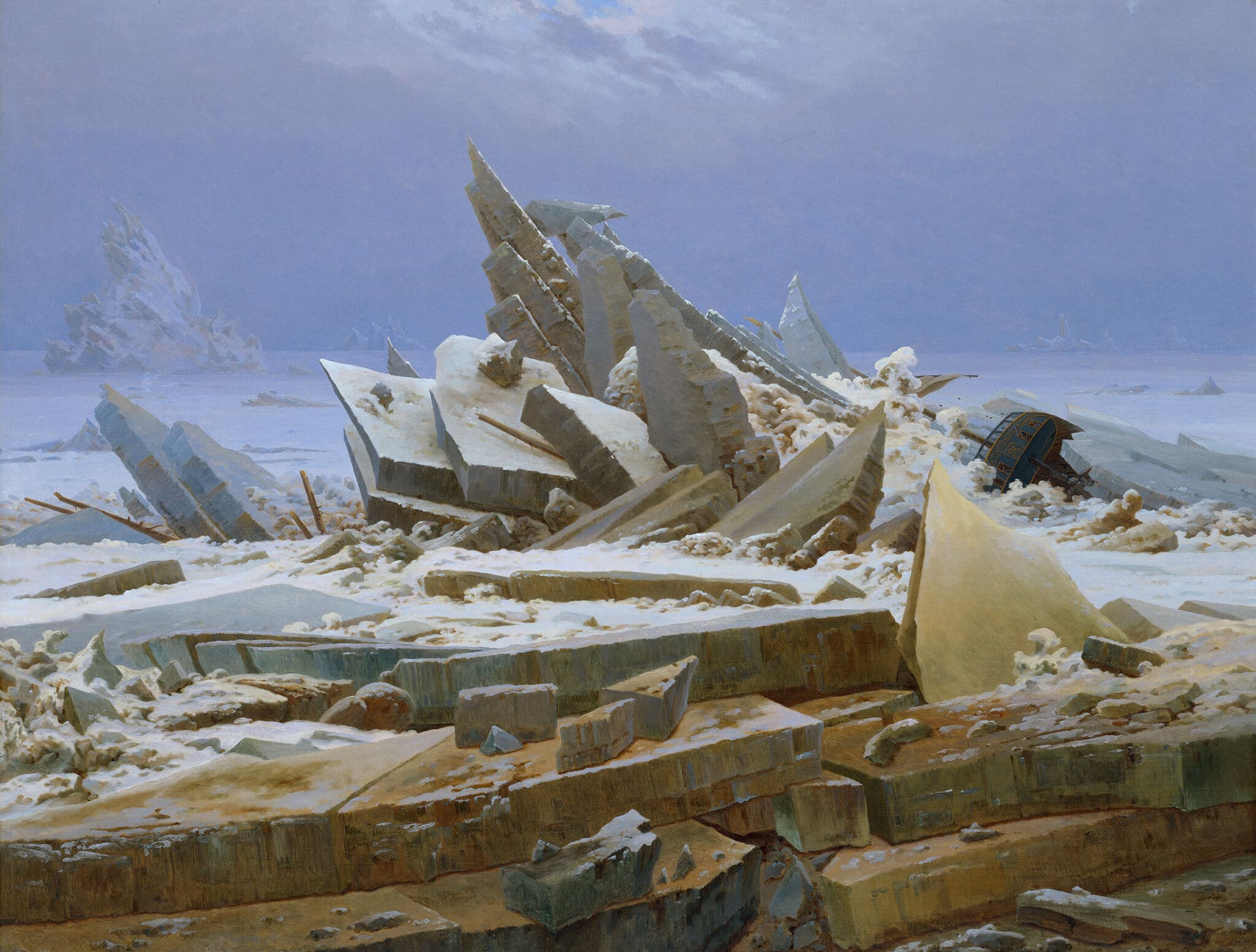
Caspar David Friedrich, El mar de gel
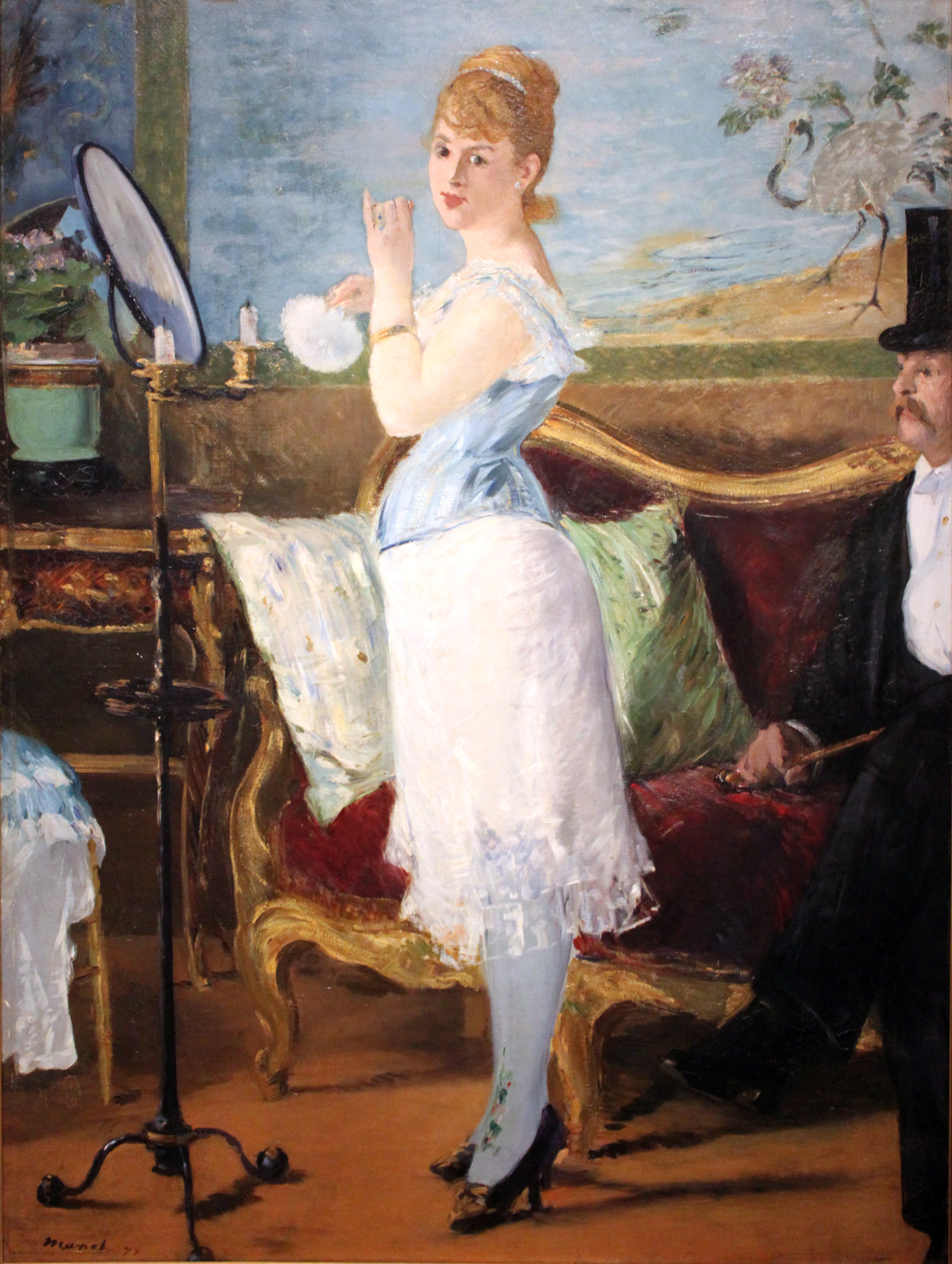
Édouard Manet, Nana (1877)
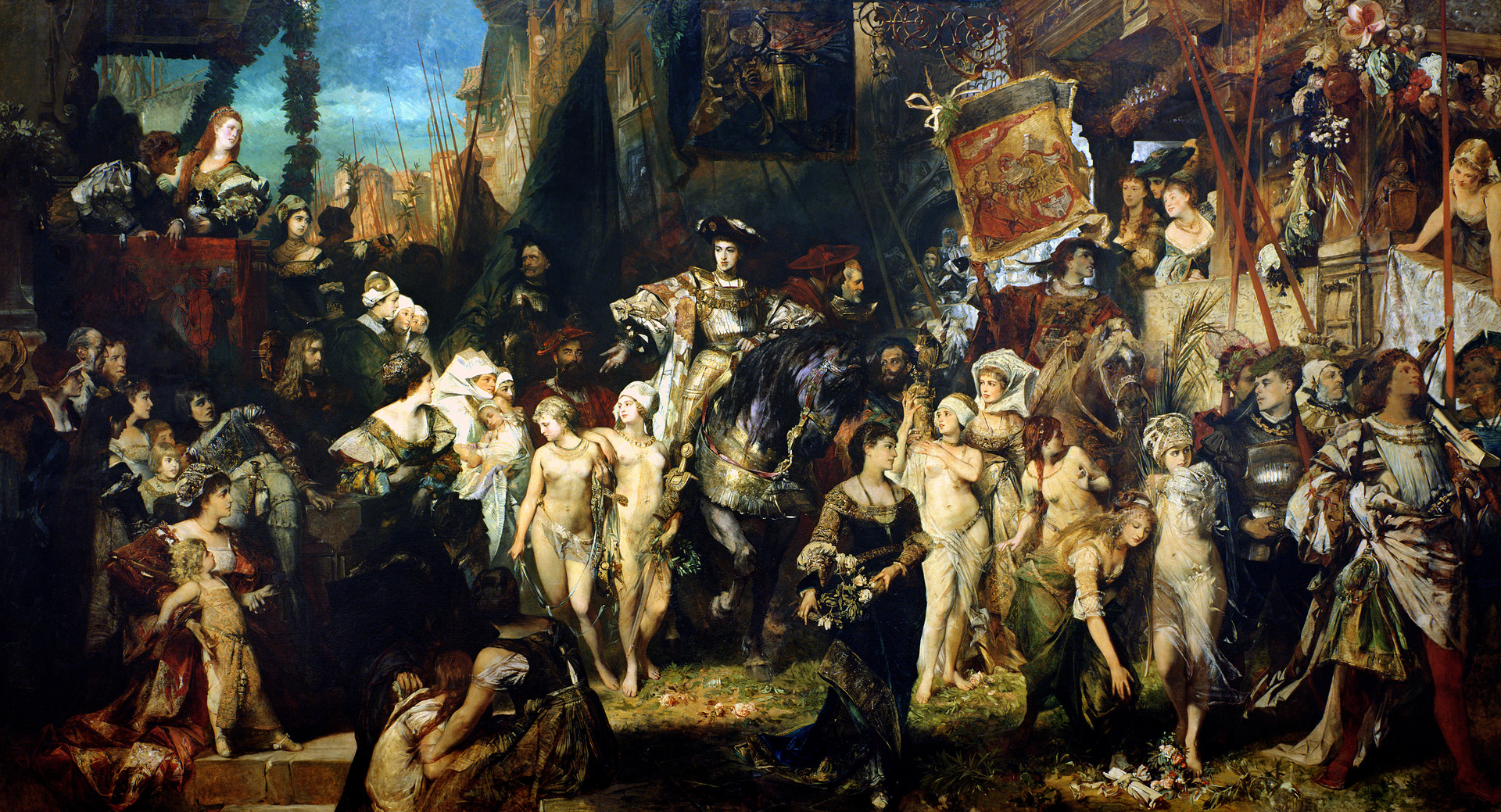
Hans Makart, (1878)
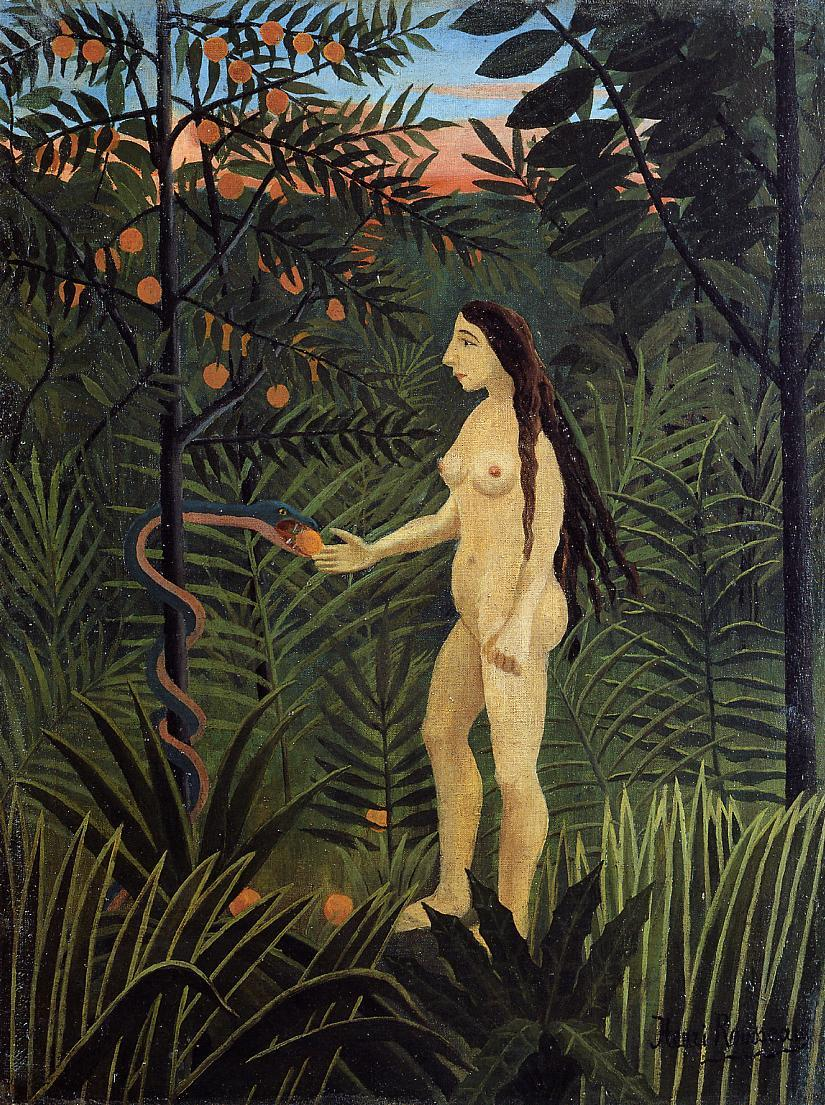
Eva i la serp, de Henri Rousseau
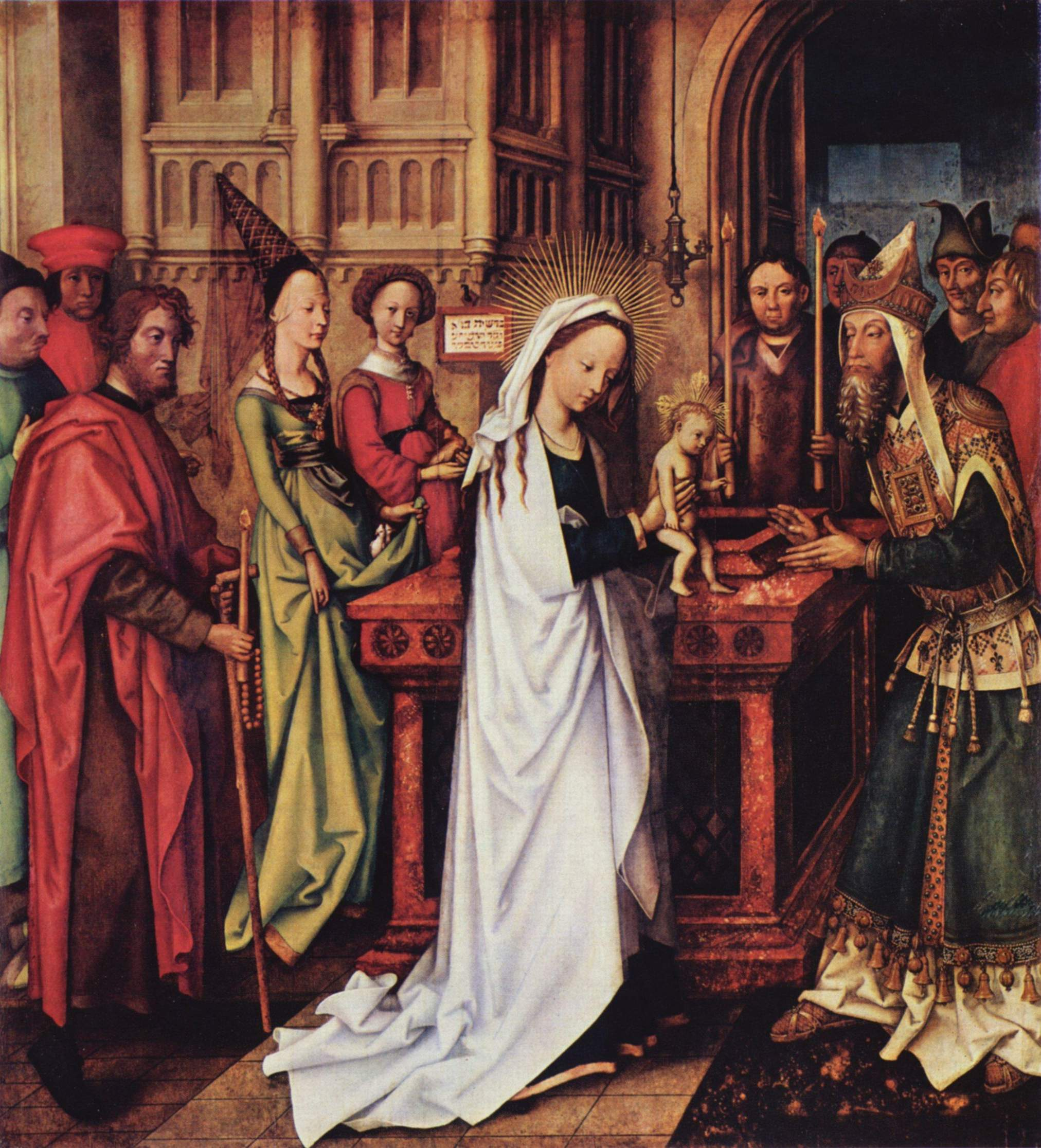
Presentació de Crist al temple, Hans Holbein
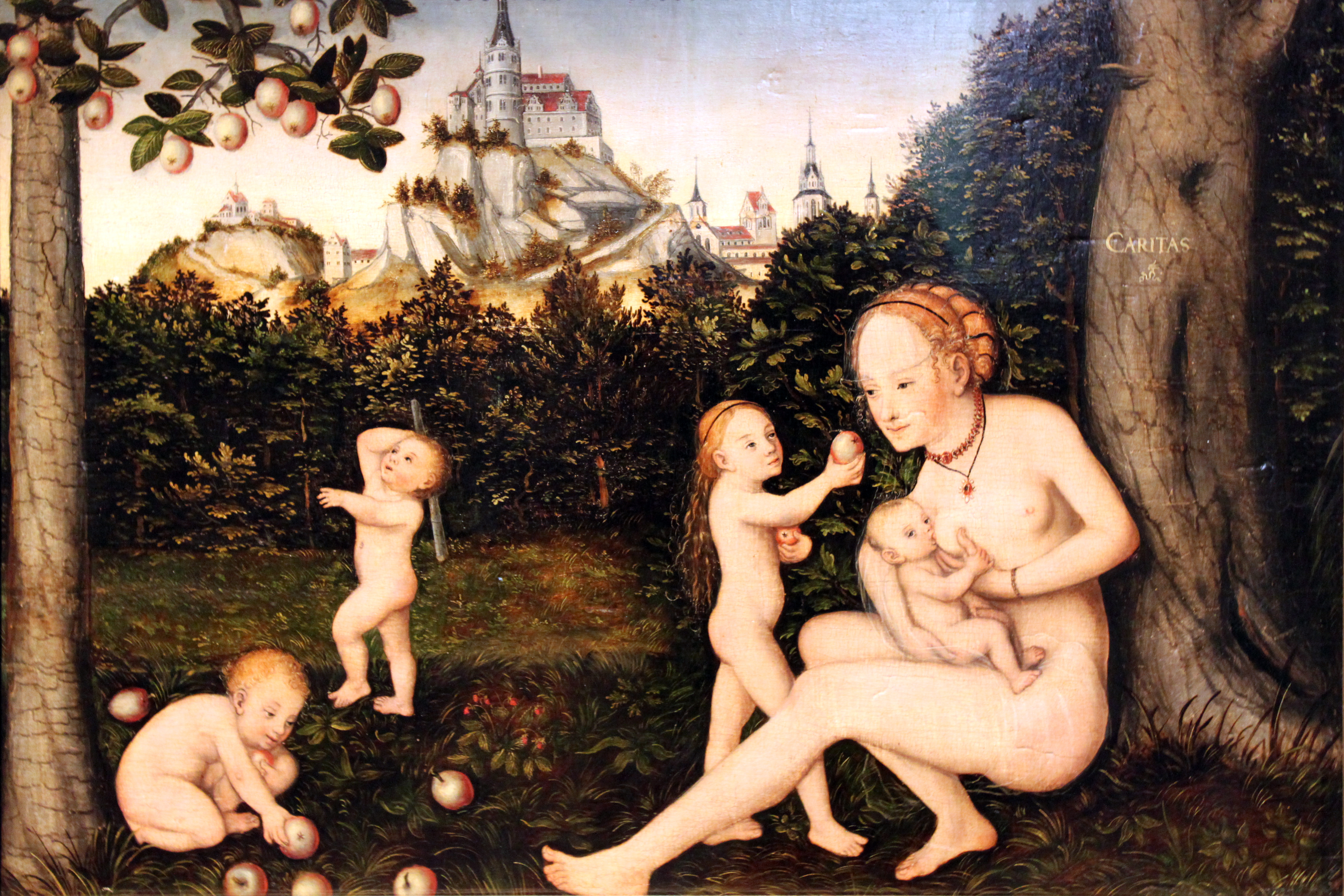
Caritat, de Lucas Cranach el Vell